# 戈舍瑞林
戈舍瑞林（INN：goserelin），商品名诺雷德（Zoladex），是一种性激素（睾酮和雌二醇）合成抑制剂 ，通过抑制脑垂体合成促黄体生成素，来降低血清中睾酮（男）或雌二醇（女）含量，被用于治疗乳腺癌和前列腺癌。其为促性腺激素释放激素激动剂（GnRH-a），可作为植入剂使用，亦可进行皮下注射。
戈舍瑞林由阿斯利康于1976年申请专利，并于1987年获准。随后多国也相继获批，现如今已被世卫组织列入《世界卫生组织基本药物标准清单》。

## 化学结构
在药物上，常以醋酸盐形式给药，即醋酸戈舍瑞林（英語：goserelin acetate）。但对于戈舍瑞林本身，是一种由十个氨基酸构成的多肽，为天然促性腺激素释放激素（GnRH）通过修饰第6和第10个氨基酸得到，由此提高其稳定性和活性，两者氨基酸序列区别如下：
戈舍瑞林：简写[D-Ser(tBu)6, azGly10]GnRH
```
pyroGlu
1
-His
2
-Trp
3
-Ser
4
-Tyr
5
-
D
-Ser(
tBu
)
6
-Leu
7
-Arg
8
-Pro
9
-
azGly
10
-
NH
2
焦谷氨酸
（
英语
：
）
1
-
组氨酸
2
-
色氨酸
3
-
丝氨酸
4
-
酪氨酸
5
-
D
-
叔丁基
色氨酸
6
-
亮氨酸
7
-
精氨酸
8
-
脯氨酸
9
-
氮杂
甘氨酸
10
-NH
2
```

促性腺激素释放激素：
```
pyroGlu
1
-His
2
-Trp
3
-Ser
4
-Tyr
5
-
Gly
6
-Leu
7
-Arg
8
-Pro
9
-
Gly
10
-NH
2
焦谷氨酸
1
-组氨酸
2
-色氨酸
3
-丝氨酸
4
-酪氨酸
5
-
甘氨酸
6
-亮氨酸
7
-精氨酸
8
-脯氨酸
9
-
甘氨酸
10
-NH
2
```

## 用途

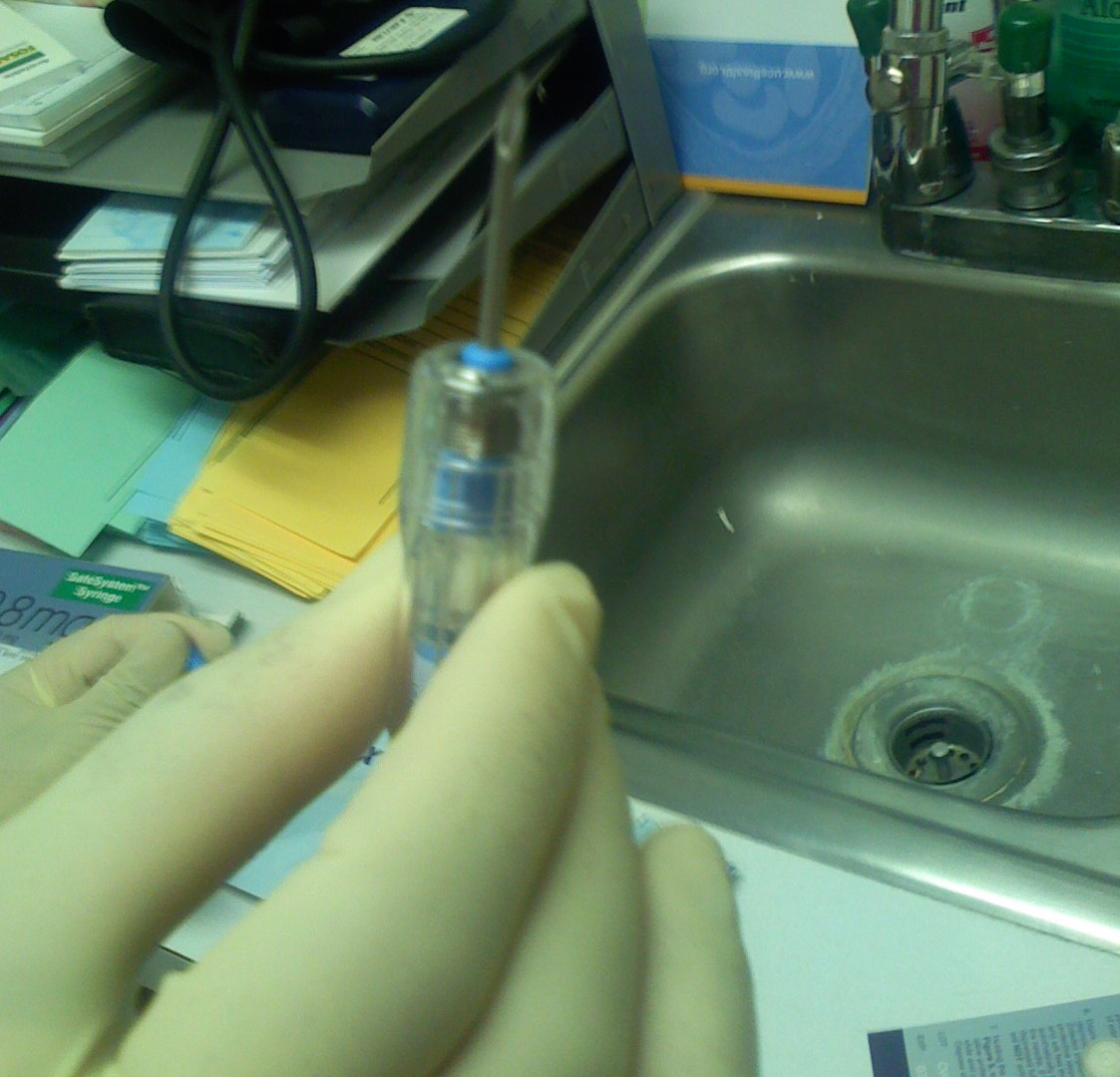
10.8mg规格的戈舍瑞林植入体针头

戈舍瑞林用于治疗激素敏感型乳腺癌（绝经前和绝经期妇女）和前列腺癌，以及子宫内膜异位症、子宫肌瘤和子宫内膜薄等良性妇科疾病。此外，戈舍瑞林还用于辅助生殖和治疗性早熟。其还可能用于治疗男转女的变性者。

## 副作用
使用戈舍瑞林后，男性患者出现潮红和性欲减退、勃起障碍，偶见乳房肿胀和触痛；对于前列腺癌症患者初期可能有骨痛暂时性加重，极个别地还会出现尿道梗阻和脊髓压迫。尽管勃起障碍可通过服用伐地那非、西地那非等药物克服，但不能根治性欲减退。此外，戈舍瑞林引起男性乳腺发育概率为1-5%。
女性患者会出现潮红、多汗及性欲下降、头痛、抑郁、阴道干燥及乳房大小的变化。乳腺癌患者治疗初期可能有症状加剧；子宫肌瘤患者可见肌瘤退行性变性；治疗初期罕有乳腺癌骨转移患者发展为高钙血症。据报道，女性会出现短期记忆障碍症状，在某些情况下可能很严重，不过一旦停止治疗这种影响就会逐渐消失。

## 药理学
戈舍瑞林作为一种促性腺激素释放激素（GnRH）的合成类似物，通过注射给药生物利用度几乎达到完全。戈舍瑞林与蛋白质结合较差，肾功能正常情况下，血清清除半衰期为2-4小时，肾功能不全者这一值则会延长。在肝功能受损者内药代动力学没有显著变化。在给药后血清约2小时内达到峰值浓度。
进入人体后会迅速与脑垂体中的GnRH受体结合，和其他GnRH激动剂一样，初期会导致黄体生成素增加、从而引起睾酮（男性）或雌二醇（女性）激素暂时性增加。这种初期症状可以通过联合比卡鲁胺等雄激素受体激动剂进行治疗。最终约2至3周后，由于受体下调产生的黄体生成素大幅下降，相应的性激素会降低至去势的水平。